# Intersport Heilbronn Open 2014
L'Intersport Heilbronn Open 2014 è stato un torneo di tennis facente parte della categoria ATP Challenger Tour nell'ambito dell'ATP Challenger Tour 2014. È stata la 27ª edizione del torneo che si è giocato a Heilbronn in Germania dal 20 al 26 gennaio 2014 su campi in cemento indoor e aveva un montepremi di €106,500+H.

## Partecipanti singolare

### Teste di serie
| Nazionalità | Giocatore         | Ranking* | Testa di serie |
| ----------- | ----------------- | -------- | -------------- |
| Paesi Bassi | Igor Sijsling     | 73       | 1              |
| Germania    | Benjamin Becker   | 81       | 2              |
| Rep. Ceca   | Jiří Veselý       | 83       | 3              |
| Francia     | Kenny de Schepper | 86       | 4              |
| Slovenia    | Blaž Kavčič       | 99       | 5              |
| Paesi Bassi | Jesse Huta Galung | 100      | 6              |
| Germania    | Dustin Brown      | 101      | 7              |
| Rep. Ceca   | Jan Hájek         | 103      | 8              |

- Ranking al 13 gennaio 2014.

### Altri partecipanti
Giocatori che hanno ricevuto una wild card:
- Andreas Beck
- Robin Kern
- Nils Langer

Giocatori che sono passati dalle qualificazioni:
- Andrea Arnaboldi
- Mirza Bašić
- Jan Mertl
- Grzegorz Panfil
- Martin Fischer (lucky loser)

Giocatori che hanno ricevuto un entry con un protected ranking:
- Gilles Müller

## Vincitori

### Singolare
Peter Gojowczyk ha battuto in finale  Igor Sijsling con il punteggio di 6–4, 7–5.

### Doppio
Tomasz Bednarek /  Henri Kontinen hanno battuto in finale  Ken Skupski /  Neal Skupski con il punteggio di 3–6, 7–6(3), [12–10].